# Sost
Sost (gaskognisch Sòst) ist eine französische Gemeinde mit 99 Einwohnern (Stand 1. Januar 2022) im Département Hautes-Pyrénées in der Region Okzitanien; sie gehört zum Arrondissement Bagnères-de-Bigorre und zum Gemeindeverband Neste Barousse. Seine Bewohner nennen sich Sostois/Sostoises.

## Geografie
Sost liegt rund 52 Kilometer südöstlich der Stadt Tarbes an der Grenze zum Département Haute-Garonne. Die Gemeinde besteht aus dem Dorf Sost, dem Weiler Cap de la Lane sowie zahlreichen Einzelgehöften. Weite Teile der Gemeinde sind Bergland und bewaldet. Der Fluss Ourse de Sost entspringt auf dem Gemeindegebiet von Sost und durchquert die Gemeinde in nördlicher Richtung. Der höchste Punkt der Gemeinde ist der Sommet des Conques im Süden der Gemeinde. Die Gemeinde liegt an der Straße D 22.

## Geschichte
Im Mittelalter gab es auf dem Gemeindegebiet die Pilgerherberge Sainte-Marie-Madeleine. Der Ort wurde als a Sost erstmals ums Jahr 1235/1236 in Akten von Bonnefont erwähnt. Im Mittelalter lag der Ort innerhalb der Grafschaft Barousse in der Region Armagnac, die wiederum ein Teil der Provinz Gascogne war. Auf heutigem Gemeindegebiet lagen zudem die untergegangenen Gemeinden Betpouy und Peyramilha. Die Gemeinde gehörte von 1793 bis 1801 zum District La Barthe. Zudem lag Sost von 1793 bis 2015 im Kanton Mauléon-Barousse. Die Gemeinde ist seit 1801 dem Arrondissement Bagnères-de-Bigorre zugeteilt.

## Bevölkerungsentwicklung
| Jahr                       | 1962 | 1968 | 1975 | 1982 | 1990 | 1999 | 2006 | 2014 | 2020 |
| Einwohner                  | 241  | 219  | 196  | 159  | 123  | 110  | 101  | 91   | 96   |
| Quellen: Cassini und INSEE |      |      |      |      |      |      |      |      |      |

## Sehenswürdigkeiten
- Himmelfahrts-Kirche (Église de l’Assomption)
- Oratorium in Cap de la Lane
- Denkmal für die Gefallenen[1]
- Lavoir (ehemaliges Waschhaus)
- Rathaus (Mairie) von Sost[2]

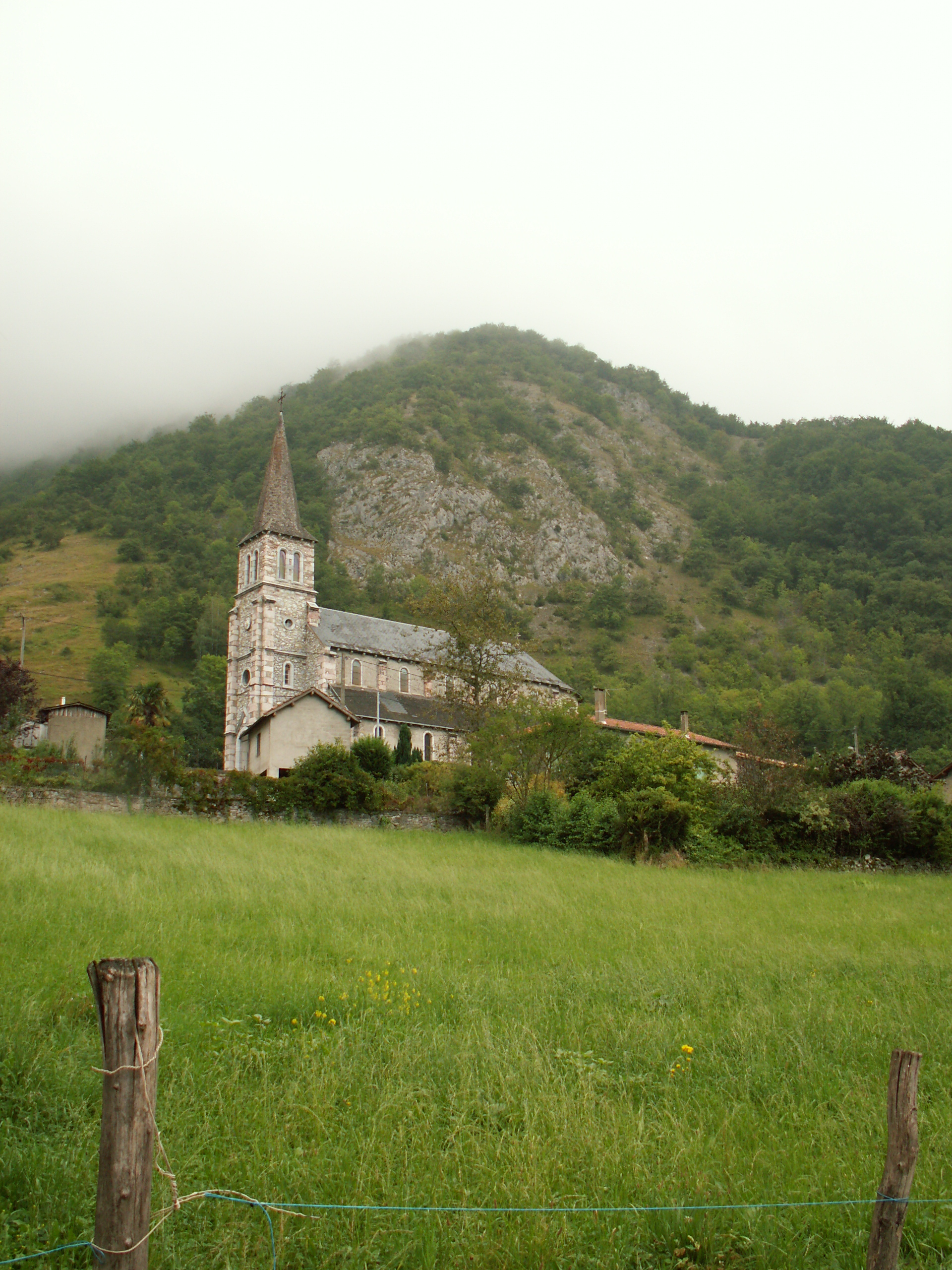
Himmelfahrts-Kirche
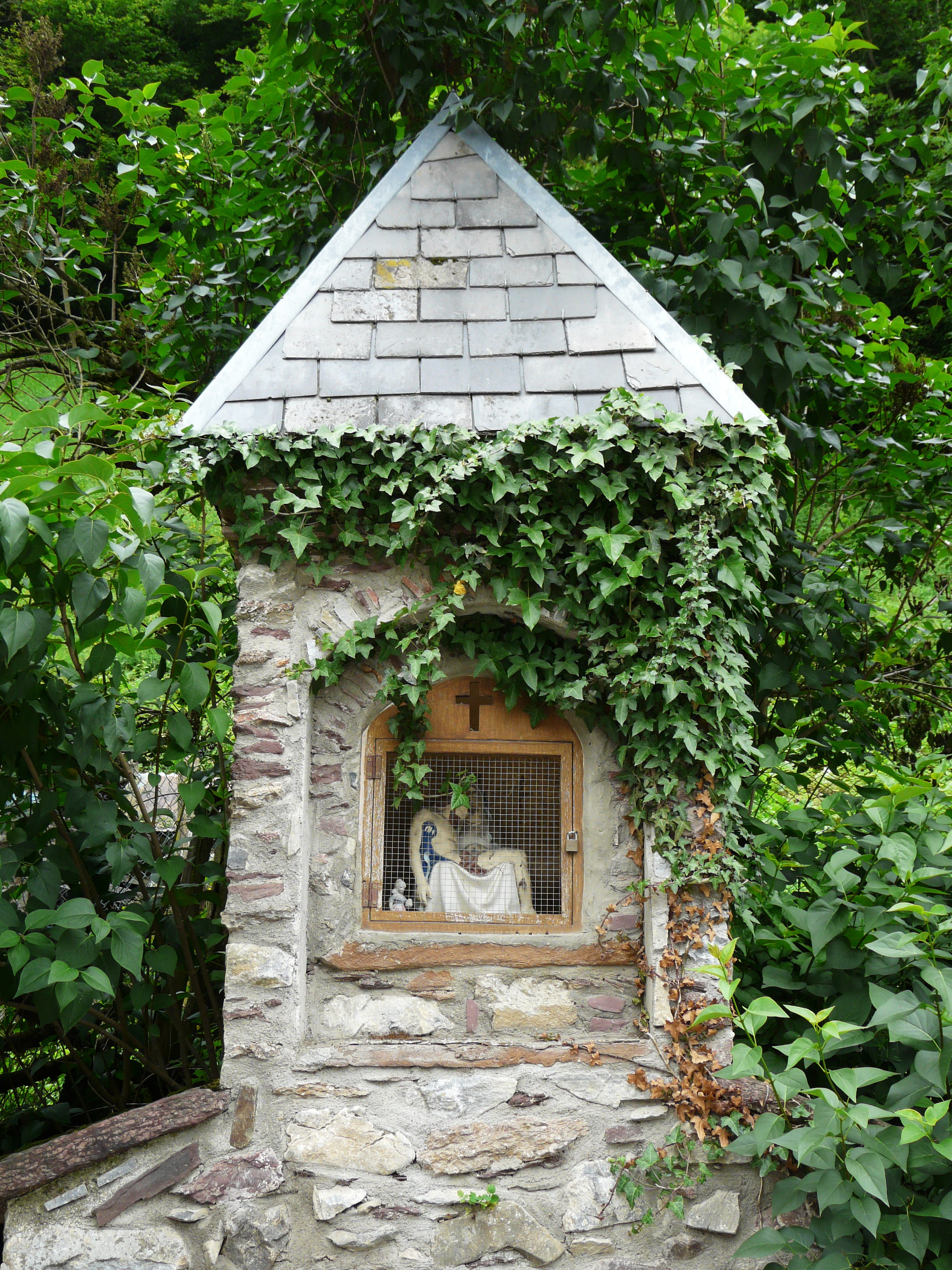
Oratorium in Cap de la Lane
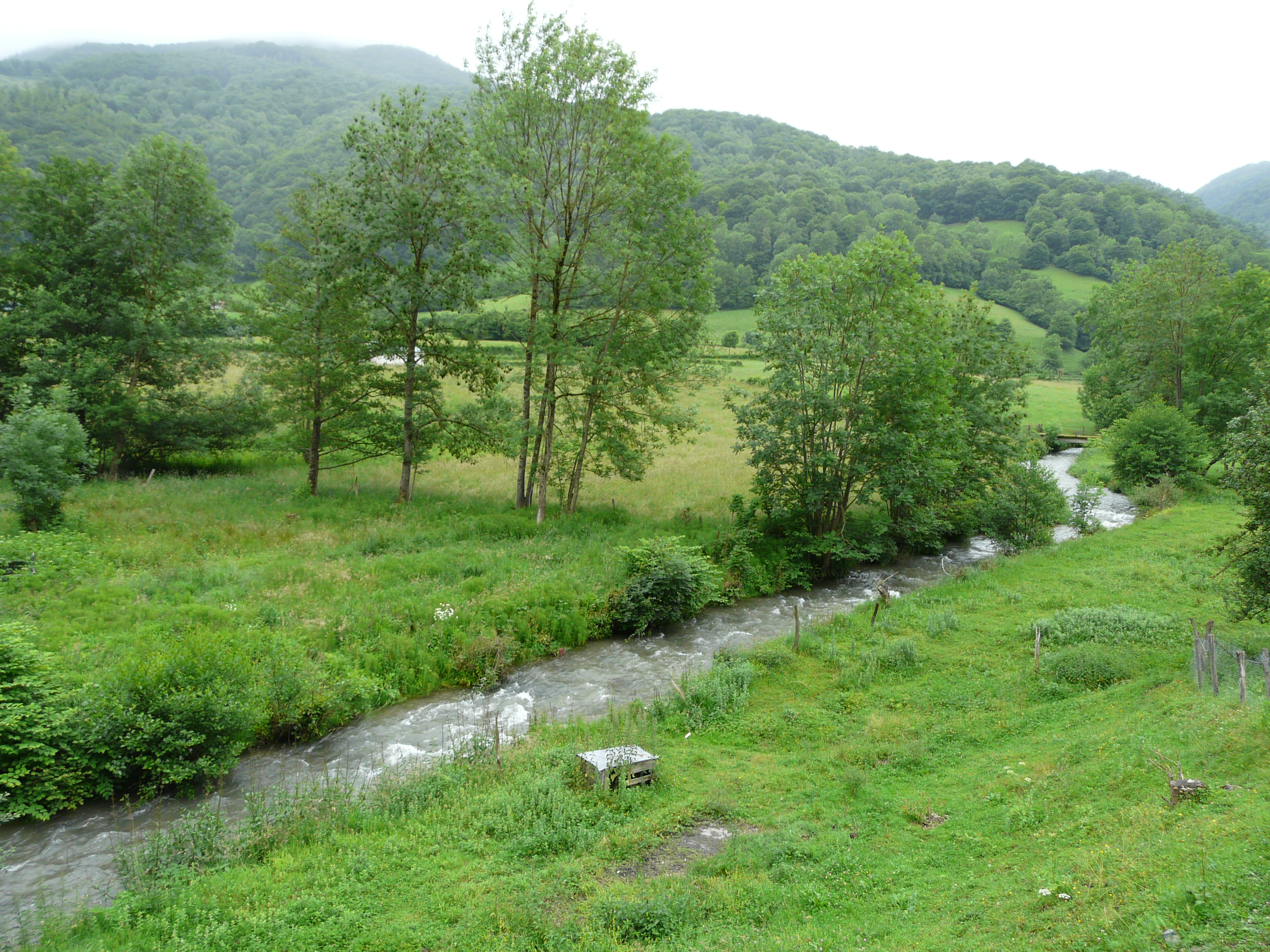
Fluss Ourse de Sost nahe Sost